# Panforte
Il panforte è un tipico dolce natalizio che ha origini molto antiche: le prime testimonianze scritte risalgono all'anno Mille. A quel tempo veniva chiamato Pane Natalizio o Pane Aromatico o Pan Pepatus.

## Storia
La preparazione era demandata all'Arte dei Medici e Speziali di Siena ed era destinata esclusivamente ai nobili, ai ricchi ed al clero in considerazione del fatto che conteneva, oltre alle scorze di arancia, cedro e melone, mandorle e spezie costosissime per quei tempi. Con il passare del tempo il Panpepato non subì sostanziali modifiche e gli ingredienti rimasero più o meno gli stessi, fino al 1879, anno in cui la regina Margherita andò in visita alla città di Siena.
Per l'occasione uno speziale preparò un panforte senza la concia di melone e con una copertura di zucchero vanigliato anziché di pepe nero. I senesi l'offrirono alla regina come "Panforte Margherita", nome col quale questo panforte "bianco", più delicato, è ancor oggi noto e commercializzato.
Nel maggio del 2013 il Panforte di Siena ha ottenuto la certificazione IGP.
La variante nera si differenzia per la presenza del melone candito, dell'utilizzo dello zucchero in sostituzione del miele e per l'aggiunta del pepe tra le spezie.

## Origine del nome
Curiosa è anche la storia dell'origine del nome dato a questo dolce: fin dal X secolo è stata infatti parte della tradizione culinaria "povera" la preparazione di una semplice focaccia a base d'acqua e farina, successivamente resa più dolce dall'aggiunta di miele e frutta, che veniva amalgamata nella preparazione a pezzetti, senza una precedente cottura. Accadeva così, in particolar modo se ci si trovava in primavera o in estate, con il clima caldo e l'umidità alta, che alla fine del processo la frutta non si seccasse del tutto, donando al prodotto un caratteristico sapore asprigno, da cui il nome, che letteralmente significa pane acido.